# TMI総合法律事務所
TMI総合法律事務所（てぃーえむあいそうごうほうりつじむしょ；TMI Associates：略称「TMI」）は、日本の法律事務所。

## 概要
組合としてのTMI総合法律事務所と弁護士法人としての弁護士法人TMIパートナーズの共同事業。 五大法律事務所（略して「五大」；"Big Five"）のひとつとして知られる。「五大」の中では「新参者」とされるが、弁護士退所者数・退所者率10年平均は「五大」の中で最も低く、平成期に急成長を遂げた法律事務所である。
企業法務及び知的財産法務を中心とする総合法律事務所であり、多数の弁理士を擁するのが特徴である。所属弁護士数は624人（2024年（令和6年）1月末現在）で、日本の法律事務所としては所属弁護士数第4位である。さらに弁理士も100人近く所属しており（日本の弁理士事務所の中で弁理士数第4位）、大所帯の事務所となっている。
1990年10月1日、西村眞田法律事務所（現在の西村あさひ法律事務所）における知的財産部門の田中克郎、松尾栄蔵、遠山友寛らが弁理士の稲葉良幸を迎えて、弁護士10名・弁理士1名で創立した。「TMI」という名称は、創業時のメンバーの姓の頭文字から取っている。
設立当初から知的財産権の分野を得意とし、「知財のTMI」とも呼ばれる。その後、M&Aやファイナンスなどの分野に進出し、現在では、ITやスポーツ、エンタテインメントの分野から、プロジェクト・ファイナンスまで、総合的なリーガルサービスを提供するに至っている。代表の田中は「うちは弁護士に、やりたいことは大いにやってくれと言っています。よく「西村利郎先生（現・西村あさひの創立弁護士）がいらっしゃった頃の西村眞田法律事務所の良さが残っている」と言われます。西村先生は自由にさせてくださいました。」と自負する。事務所の規模拡大については、他の法律事務所との合併よりも弁護士を自前で採用し教育していくことを重視する。
いくつもの中小規模渉外法律事務所が英米の大手法律事務所のネットワークの中にその東京事務所として組み込まれる中で、あくまで対等の立場で複数の外国法律事務所と提携を行っているのが特徴である。また、1998年には中国に上海オフィス（TMI律師事務所上海代表処）を開設している。
近年は、2011年以降、東・東南アジア各地にも進出している。その一方で、2012年には新たに一部パートナーによって設立した弁護士法人TMIパートナーズ（その主たる事務所（在東京）の名称も「TMI総合法律事務所」）の従たる事務所という形で、名古屋オフィス（名称は「TMI総合法律事務所名古屋オフィス」）を開設し、国内展開も図っている。

## 沿革
- 1990年10月1日 西村眞田法律事務所（現在の西村あさひ法律事務所）から独立して設立
- 1995年 フランスの法律事務所であるジッド ロワレット ノエルの東京事務所との特定共同事業を開始
- 1998年 上海オフィス（TMI律師事務所上海代表処）を開設
- 1999年 ジッド ロワレット ノエルの東京事務所との特定共同事業を解消し、ローラン・デュボワ外国法事務弁護士事務所との特定共同事業（2005年4月からは外国法共同事業）を開始
- 2001年9月 イギリスの大手法律事務所であるシモンズ&シモンズの東京事務所（シモンズ・アンド・シモンズ外国法事務弁護士事務所）と特定共同事業（2005年4月からは外国法共同事業）を開始
- 2005年9月28日 米国を中心に国際的に展開する法律事務所であるモルガン・ルイス&バッキアスと業務提携し、両者のジョイント・ベンチャーとしてのMorgan Lewis-TMIの名でモルガン・ルイス・アンド・バッキアス外国法事務弁護士事務所との外国法共同事業を開始
- 2006年12月 カナダ法を扱うウェイクリー外国法事務弁護士事務所と外国法共同事業を開始
- 2007年3月 ローラン・デュボワ外国法事務弁護士事務所との外国法共同事業を解消
- 2008年7月1日 升永英俊ら東京永和法律事務所・東京永和特許事務所の弁護士・弁理士らが移籍
- 2009年1月 ドイツ法を扱うアーキス外国法事務弁護士事務所と外国法共同事業を開始
- 2011年4月 サウジアラビア法を扱うアリ・アルカハタニ外国法事務弁護士事務所と外国法共同事業を開始
- 2011年12月 ホーチミンオフィス（TMI Associates Ho Chi Minh City Branch）開設
- 2012年4月2日 弁護士法人TMIパートナーズ設立とともに、その従たる事務所として名古屋オフィス開設
- 2012年10月 ヤンゴンオフィス（TMI Associates, Yangon Office (TMI Associates Services Co., Ltd.)）・ハノイオフィス（TMI Associates Hanoi Office）・シンガポールオフィス（TMI Associates (Singapore) LLP）開設
- 2012年12月 北京オフィス（TMI律師事務所北京代表処）開設

## 代表的な所属弁護士など

### パートナー弁護士
- 田中克郎
- 松尾栄蔵
- 升永英俊
- 葉玉匡美　元検察官
- 升本喜郎
- 大井哲也

### カウンセル弁護士
- 古川俊治　医師、参議院議員
- 井坂和香子

### 客員弁護士
- 村上光鵄 大東文化大学法科大学院教授・元東京高等裁判所長官代行
- 田中開　法政大学教授
- 小泉直樹

### 顧問弁護士
- 泉德治 元最高裁判所判事、東京高等裁判所長官
- 頃安健司 元大阪高等検察庁検事長
- 三谷紘 元公正取引委員会委員、横浜地方検察庁検事正
- 相良朋紀 元広島高等裁判所長官
- 佐藤歳二 - 元横浜地方裁判所長、最高裁判所上席調査官
- 今井功 元最高裁判所判事・東京高等裁判所長官
- 塚原朋一 元知的財産高等裁判所長
- 樋渡利秋 元検事総長
- 才口千晴 元最高裁判所判事
- 吉戒修一 元東京高等裁判所長官
- 杉本和行 元公正取引委員会委員長、財務事務次官、主計局長、大臣官房長

### 顧問
- 松山隆英 元公正取引委員会事務総長
- 川北力 元国税庁長官
- 迫田英典 元国税庁長官[6]
- 本田悦朗

### 過去に所属した弁護士
- 宮川美津子 - パートナー弁護士。2023年11月に最高裁判所判事に就任。